# حقيقة الحقيقة (كتاب)
حقيقة الحقيقة (عشرة أسباب جعلتنا نفهم العالم بشكل خاطئ – ولماذا الأشياء أفضل مما نعتقد)، هو كتاب صدر عام 2018 للطبيب السويدي وأستاذ الصحة الدولية في معهد كارولينسكا والإحصائي هانز روسلينج. نُشر الكتاب بعد عام من وفاته هانز روسلينج بسرطان البنكرياس.
اعتقد روزلينغ أن الأغلبية الساحقة من الناس يرَون العالم بشكل خاطئ. شاهد من خلال العينات التي أجرى عليها الاختبار أنهم يعتقدون أن العالم أفقر، أقل صحة، وأكثر خطوره مما هو عليه. سجل روزلنغ الاعتقادات حول العالم مقسمة إلى أربع مستويات معتمدا على شريحة الدخل. اقترح أن هناك عشر غرائز منعتنا من رؤية التقدم الحقيقي بالعالم وهي: (الفجوة، السلبية، الخطوط المستقيمة، الخوف، الحجم، التعميم، الحظ، التفرد، الرقابة، والأولويات).
استعراض العمل من الداخل أوضح أن روزلنغ قد برهن أن المستقبل سيكون أفضل من المتوقع لأن سرعة المواليد في حالة استقرار، متوسط الأعمار حول العالم بازدياد، الفجوة بين الجنسين تقريبا متدنية، ولأن السكان الذين يعانون من فقر حاد في حالة تقلص، ومن جهة أخرى عدد السكان ما زال بازدياد (مع وجود عدد منهم ما زالوا بحالة سوء تغذية)، متوسط الأعمار بالولايات المتحده بحالة تناقص، الفجوة بين الجنسين بحالة متدنية فقط بالتعليم لكنها عكس ذلك بالتوظيف، وشديدو الغنى سيصبح غناهم أكثر شدة.
سلط بيل جيتس الضوء على الكتاب باعتباره أحد الكتب الخمسة التي اقترحها في صيف 2018 والتي تستحق القراءة، وعرض شراء نسخة لأي خريج جامعي لعام 2018 عند الطلب.